# Polydesmus fontius
Polydesmus fontius är en mångfotingart som beskrevs av Mrsic 1986. Polydesmus fontius ingår i släktet Polydesmus och familjen plattdubbelfotingar. Inga underarter finns listade i Catalogue of Life.